# 聖瑪麗斯鎮區 (印地安納州亞當斯縣)
聖瑪麗斯鎮區（英語：St. Marys Township）是位於美國印地安納州亞當斯縣的一個行政鎮區。

## 地方資料
根據2010年美國人口普查的數據，聖瑪麗斯鎮區的面積為63.70平方千米，當中陸地面積為63.60平方千米，而水域面積為0.10平方千米。當地共有人口1308人，而人口密度為每平方千米20.53人。